# Месит
Месит (англ. Masset) — село в Канаді, у провінції Британська Колумбія, у складі регіонального округу Норт-Коаст.

## Населення
Згідно з переписом 2021 року, проведеним службою статистики Канади, кількість населення становила 838 осіб, які проживали у 399 із 518 приватних будинків, що на 5,7% менше, ніж у 2016 році (793). Щільність населення на 2021 рік — 40,5/км2.
З офіційних мов обидвома одночасно володіли 45 жителів, тільки англійською — 740. Усього 40 осіб вважали рідною мовою не одну з офіційних, з них 5 — одну з корінних мов.
Працездатне населення становило 62,4% усього населення, рівень безробіття — 3,6%.
Середній дохід на особу становив $37 989 (медіана $34 944), при цьому для чоловіків — $39 845, а для жінок $36 040 (медіани — $39 552 та $29 888 відповідно).
27,8% мешканців мали закінчену шкільну освіту, не мали закінченої шкільної освіти — 21,1%, 51,1% мали післяшкільну освіту, з яких 23,5% мали диплом бакалавра, або вищий.
| Статево-вікова структура населення | Статево-вікова структура населення | Статево-вікова структура населення | Статево-вікова структура населення | Статево-вікова структура населення |
| ---------------------------------- | ---------------------------------- | ---------------------------------- | ---------------------------------- | ---------------------------------- |
|                                    |                                    |                                    |                                    |                                    |
| Всього                             | Всього                             | 50,9%49,1%                         |                                    |                                    |
| 0 — 14 років                       | 0 — 14 років                       |                                    | 16,6%                              | 16,6%                              |
| 15 — 64 років                      | 15 — 64 років                      |                                    | 65%                                | 65%                                |
| 65 і більше                        | 65 і більше                        |                                    | 18,5%                              | 18,5%                              |
| 85 і більше                        | 85 і більше                        |                                    | 1,9%                               | 1,9%                               |
| Середній вік (років)               | Середній вік (років)               | 42,943,9                           | 43,4                               | 43,4                               |
| Медіана (років)                    | Медіана (років)                    | 46,046,4                           | 46,2                               | 46,2                               |
| — чоловіки — жінки                 |                                    |                                    |                                    |                                    |

| Походження мешканців:     | Походження мешканців:     | Походження мешканців: | Походження мешканців: | Походження мешканців: |
| ------------------------- | ------------------------- | --------------------- | --------------------- | --------------------- |
| Походження                |                           |                       | осіб                  | %                     |
| Корінні американці        | Корінні американці        |                       | 335                   | 43.23%                |
| Інше північноамериканське | Інше північноамериканське |                       | 200                   | 25.81%                |
| Європейське               | Європейське               |                       | 510                   | 65.81%                |
| британське                | британське                |                       | 365                   | 47.1%                 |
| французьке                | французьке                |                       | 125                   | 16.13%                |
| Азійське                  | Азійське                  |                       | 20                    | 2.58%                 |

## Клімат
Середня річна температура становить 8°C, середня максимальна – 16,7°C, а середня мінімальна – -0,5°C. Середня річна кількість опадів – 1 486 мм.
| Клімат поселення                              | Клімат поселення | Клімат поселення | Клімат поселення | Клімат поселення | Клімат поселення | Клімат поселення | Клімат поселення | Клімат поселення | Клімат поселення | Клімат поселення | Клімат поселення | Клімат поселення | Клімат поселення |
| Показник                                      | Січ.             | Лют.             | Бер.             | Квіт.            | Трав.            | Черв.            | Лип.             | Серп.            | Вер.             | Жовт.            | Лист.            | Груд.            |                  |
| Середній максимум, °C                         | 6,08             | 7,15             | 7,54             | 9,34             | 11,98            | 14,65            | 15,86            | 16,73            | 14,84            | 11,55            | 8,01             | 6,38             |                  |
| Середня температура, °C                       | 2,79             | 3,85             | 4,25             | 6,08             | 8,69             | 11,39            | 13,37            | 14,27            | 12,39            | 9,09             | 5,56             | 3,88             |                  |
| Середній мінімум, °C                          | −0,49            | 0,57             | 0,96             | 2,78             | 5,41             | 8,09             | 10,92            | 11,79            | 9,88             | 6,62             | 3,10             | 1,42             |                  |
| Норма опадів, мм                              | 151              | 119              | 118              | 104              | 85               | 70               | 69               | 82               | 117              | 196              | 191              | 184              |                  |
| Середньомісячна швидкість вітру, м/с          | 6.63             | 6.20             | 6.14             | 5.58             | 5.30             | 4.88             | 4.42             | 4.38             | 4.81             | 5.95             | 6.50             | 6.80             |                  |
| Середньомісячна сонячна радіація, кДж/м²·день | 2190             | 4531             | 8600             | 13762            | 17370            | 18203            | 16793            | 14486            | 10072            | 5461             | 2876             | 1712             |                  |
| --------------------------------------------- | ---------------- | ---------------- | ---------------- | ---------------- | ---------------- | ---------------- | ---------------- | ---------------- | ---------------- | ---------------- | ---------------- | ---------------- | ---------------- |
| Джерело:                                      |                  |                  |                  |                  |                  |                  |                  |                  |                  |                  |                  |                  |                  |